# Laphria georgina
Laphria georgina är en tvåvingeart som beskrevs av Christian Rudolph Wilhelm Wiedemann 1821. Laphria georgina ingår i släktet Laphria och familjen rovflugor. Inga underarter finns listade i Catalogue of Life.